# Pseudocoptosia cinerascens
Pseudocoptosia cinerascens är en skalbaggsart som först beskrevs av Ernst Gustav Kraatz 1882.  Pseudocoptosia cinerascens ingår i släktet Pseudocoptosia och familjen långhorningar.
Artens utbredningsområde är Kazakstan. Inga underarter finns listade i Catalogue of Life.